# ويليام فيسر
ويليام فيسر هو مجدف ولاعب كرة قدم بلجيكي، ولد في 20 أبريل 1880 في أنتويرب في بلجيكا، وتوفي في 1952.

## وصلات خارجية
- ويليام فيسر على موقع الاتحاد الدولي للتجديف (الإنجليزية)
- ويليام فيسر على موقع اللجنة الأولمبية الدولية (الإنجليزية)
- ويليام فيسر على موقع أوليمبيديا (الإنجليزية)